# Ель-Пасо (Іспанія)
Ель-Пасо (ісп. El Paso) — муніципалітет в Іспанії, у складі автономної спільноти Канарські острови, у провінції Санта-Крус-де-Тенерифе, на острові Ла-Пальма. Населення — 7837 осіб (2010).
Муніципалітет розташований на відстані близько 1840 км на південний захід від Мадрида, 160 км на захід від Санта-Крус-де-Тенерифе.
На території муніципалітету розташовані такі населені пункти: (дані про населення за 2010 рік)
- Ель-Барріаль: 314 осіб
- Лас-Манчас: 649 осіб
- Ель-Пасо: 2256 осіб
- Пасо-де-Абахо: 1329 осіб
- Таканде: 764 особи
- Тахуя: 1373 особи
- Ла-Роса: 1152 особи

## Демографія
Динаміка населення (INE ):

## Галерея зображень

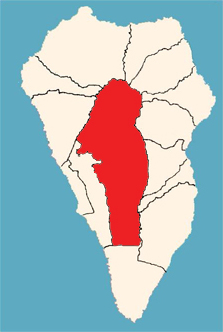
Розташування муніципалітету на острові Ла-Пальма
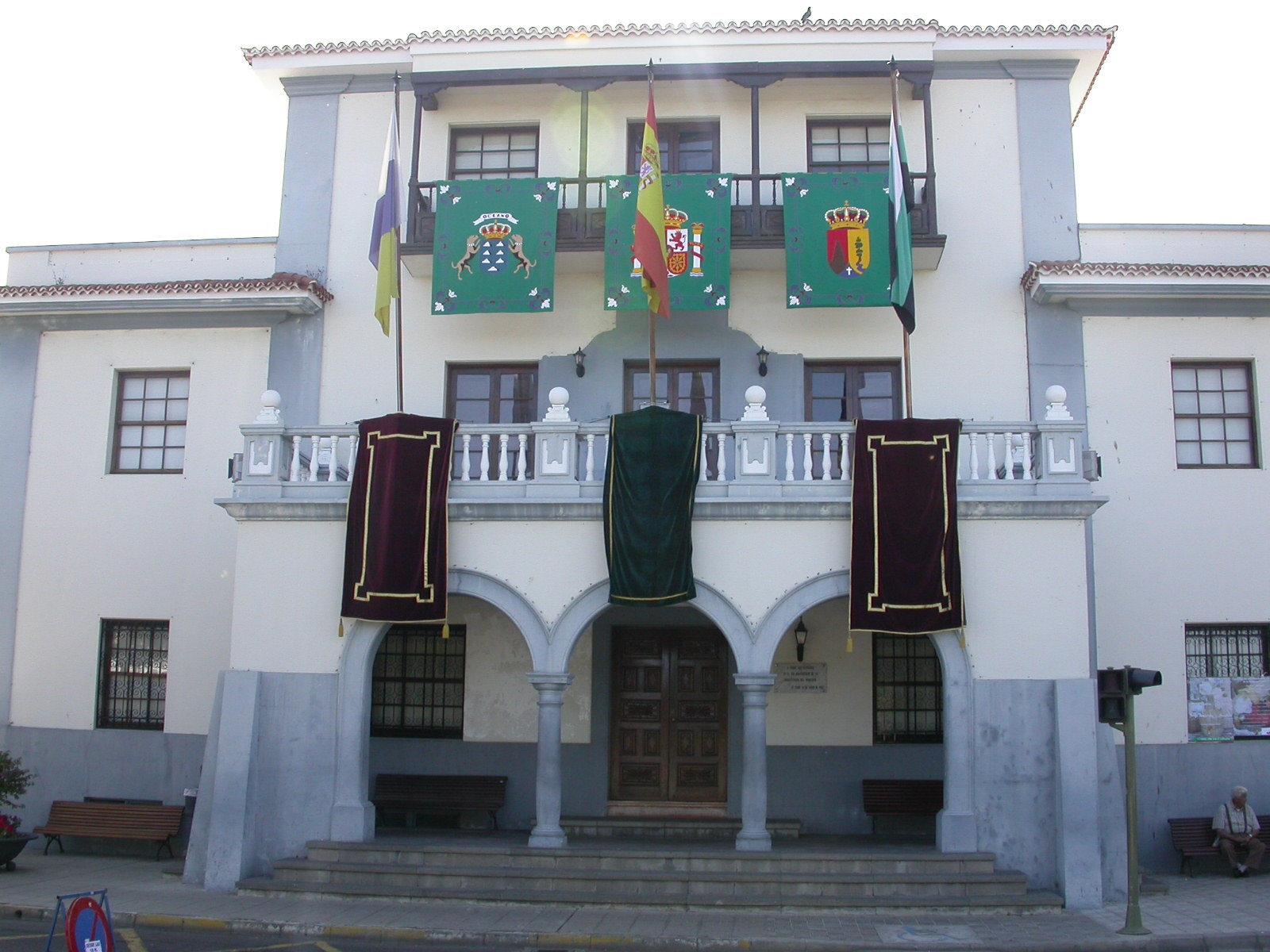
Муніципальна рада
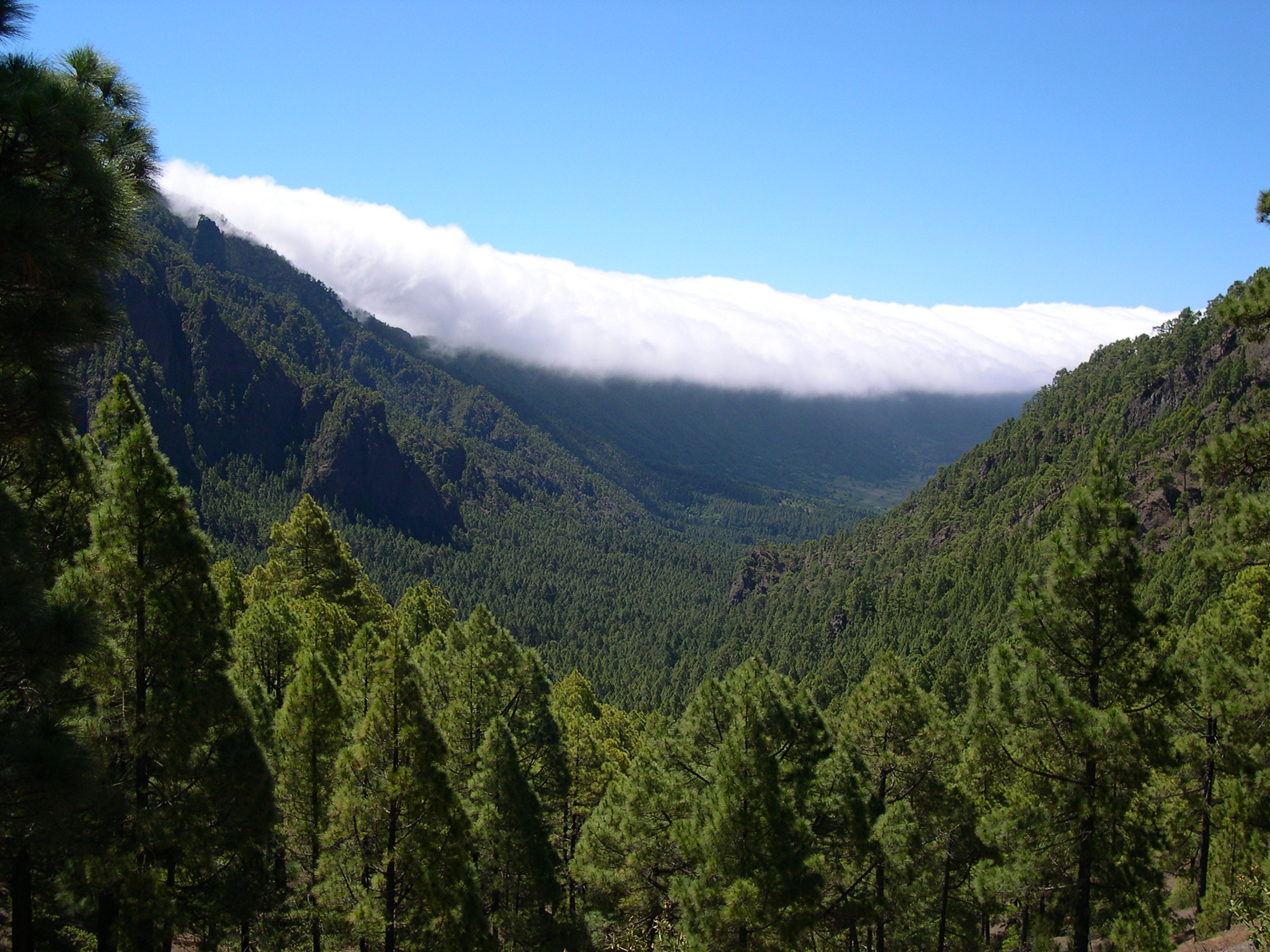
Східна частина муніципалітету Ель-Пасо
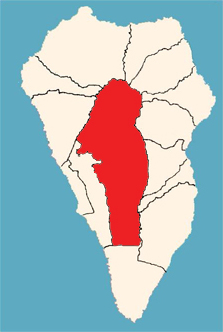
Ель-Пасо, панорама